# Paratomapoderus nigricornis
Paratomapoderus nigricornis es una especie de coleóptero de la familia Attelabidae.

## Distribución geográfica
Habita en República Democrática del Congo.